# Chant VII de l'Énéide
On considère couramment qu’avec le Chant VII de l'Énéide (aussi appelé Livre VII) s’ouvre la deuxième partie de l’Énéide de Virgile : au récit des périples d’Énée succède celui des guerres dans le Latium. L’Énéide suit ainsi un modèle inversé de celui des récits homériques, qui commencent par la description de la guerre de Troie (Iliade) pour se poursuivre par le récit des pérégrinations d'Ulysse (Odyssée).

## Arrivée des Troyens en Hespérie et accueil par le roi latin
Après avoir évité l’île de Circé, les Troyens gagnent finalement l’embouchure du Tibre. Apprenant que des étrangers approchent, Latinus, roi des lieux, consulte un oracle, qui lui déclare qu'il doit marier sa fille à un étranger destiné à apporter la gloire à sa race. 
Pendant que les Troyens entament les fondations d'une ville, Énée envoie une ambassade à Latinus afin de lui demander de pouvoir s'installer en paix, faisant valoir que cet emplacement a été choisi pour les Troyens par les dieux, et que les Latins ne regretteront pas d'avoir accueilli un peuple qui fera leur grandeur. On lui offre pour l’occasion un sceptre ayant appartenu à Priam, une coupe ayant appartenu à Anchise et des vêtements en provenance de Troie. 
Se rappelant l'oracle, Latinus accueille les Troyens à bras ouverts et offre sa fille unique en mariage à Énée. Or, cette fille était courtisée par de nombreux princes, desquels Turnus, roi des Rutules d’Ardée, s'était démarqué ; Turnus avait d'ailleurs la faveur de la reine Amata, épouse de Latinus.

## Intervention de Junon
Constatant l'heureux dénouement annoncé des aventures d'Énée, Junon jure qu'elle n'a pas dit son dernier mot et fait appel à la Furie Alecto. Celle-ci commence par s’emparer de l’esprit d’Amata, qui reprochera à son mari d’avoir promis sa fille à un étranger contre le souhait qu’elle avait de l’offrir en mariage à Turnus, pleurant et le suppliant de revenir sur sa décision. Devant son mari sourd à ses plaintes, l’épouse de Latinus enlève sa fille et la consacre au dieu Bacchus, célébrant à grands cris le mariage de sa fille à Turnus, tandis qu'elle est rejointe par de nombreuses Latines qu’elle invite.
Pendant ce temps, sur ordre de Junon toujours, Alecto se rend auprès de Turnus, qu’elle encourage à prendre les armes contre Énée et ses compagnons :

« Sors donc de ta langueur, va, vole, le temps presse;

Rassemble tes soldats, déroule tes drapeaux,
 
Des Troyens dans le Tibre embrase les vaisseaux,

Et renverse sur eux leur ville encor naissante :
 
Pars, accomplis des dieux la volonté puissante;
 
Et qu’un monarque ingrat, sans courage et sans foi,

Sache comment se venge un héros tel que toi. »

— Énéide, VII, 429-435, traduction Jacques Delille
Comme casus belli, Alecton guide la lance d'Ascagne pour qu’elle blesse le cerf apprivoisé d’un jeune valet de Latinus nommé Almon. Rassemblés pour des représailles, les Latins décident d’attaquer les Troyens ; Almon y trouve la mort. 

« Au premier rang marchait le jeune Almon, l'ainé des enfants de Tyrrhée. Une flèche siffle et l'atteint: il tombe. Le trait lui traverse la gorge, ferme les humides passages de la voix et arrête sous des flots de sang la parole et le souffle de la vie. »

— Énéide, VII, 531-534, traduction Auguste Desportes
La Furie se rend alors auprès de Junon et lui propose de continuer à semer le trouble en allant plus loin dans l’horreur : la déesse, soucieuse de ne pas éveiller les soupçons de Jupiter, renvoie Alecto aux Enfers. Latinus, impuissant, ne parvient pas à empêcher que cette bataille éclate.

## Préparation à la bataille
À l’instar du Catalogue des vaisseaux et du Catalogue des Troyens du chant II de l’Iliade, Virgile présente un catalogue des troupes troyennes et latines, dont voici les chefs :
| Chef(s)           | Description |
| ----------------- | --- |
| Mézence           | Tyran de Caere |
| Aventinus         | Fils d’Hercule, dont il porte l’insigne |
| Catillus et Coras | frères jumeaux, Grecs originaires d’Argos, cité grecque d’Argolide, petits-fils d’Amphiaraos.                                                                      |
| Caeculus          | Fils de Vulcain, ses soldats sont des campagnards, non des soldats entraînés et aguerris comme on les présente dans le genre épique.                               |
| Messape           | Fils de Neptune |
| Clausus           | Jeune chef d’origine sabine |
| Halésus           | Conducteur du char d’Agamemnon dans la guerre de Troie |
| Œbalus            | De souche épirote par son père Télon, il est responsable de la présence télébenne en Italie, le royaume dont il hérita lui parut trop petit, et il colonisa Capri. |
| Ufens             | On le retrouve dans les Punica du poète latin Silius Italicus ; de son vivant, une rivière du Latium porte le même nom que lui.                                    |
| Umbro             | Jeune prêtre des Marses, guérisseur et charmeur de serpents et hydres                                                                                              |
| Virbius           | Petit-fils de Thésée |
| Turnus            | |
| Camille           | Vierge guerrière volsque |

C'est sur ce catalogue que se referme le Chant VII de l’Énéide.